# Квинт Воконий Сакса Фид
Квинт Воко́ний Са́кса Фид (лат. Quintus Voconius Saxa Fidus; умер после 162 года) — военный и государственный деятель Римской империи времён правления Антонина Пия, консул-суффект 146 года.

## Биография
Квинт Воконий Сакса происходил из влиятельного плебейского рода Вокониев и, таким образом, являлся далёким потомком автора известного сумптуарного закона, народного трибуна 169 года до н. э. с тем же именем.
Впрочем, о родителях Квинта ничего неизвестно, а о его военно-гражданской карьере можно судить исключительно по обнаруженным надписям. Так, в неустановленном году занимал должность судебного децемвира по гражданским делам (лат. decemvir stlitibus iudicandis). После служил военным трибуном в III и XII легионах; при этом, проявил доблесть в кампаниях против Армении в 114 и Парфии в 115—117 годах (за что был отмечен императором Траяном).
В 127 году Адриан назначил Саксу квестором-пропретором провинции Македония. Предположительно, в этот же период занимал должности плебейского трибуна и претора. Позже, в 132/133 гг. исполнял обязанности смотрителя Тибуртинской дороги. В 141 году назначен легатом IV легиона; в течение последующих двух лет в качестве пропретора управлял Вифинией. Являясь императорским легатом-пропретором, в 143 году направлен в Ликию и Памфилию.
По возвращении Квинта в Рим, в июле 146 г. Антонин Пий сделал его консулом-суффектом вместе с Гаем Аннианом Вером. В 161 году, уже как проконсул, Сакса управлял Африкой, где находился вплоть до 162 г. Дальнейшая его судьба неизвестна.